# Ian Broudie
Ian Zachary Broudie (Liverpool, 4 agosto 1958) è un musicista britannico.
Ha suonato nei Big in Japan, ed ha  prodotto (a volte sotto lo pseudonimo di Kingbird) i lavori di diversi artisti come gli Echo & the Bunnymen, i Fall, i Coral, gli Zutons, i Subways e molti altri.
Nel 1989 iniziò a comporre ed a pubblicare musica come Lightning Seeds, realizzando l'album Cloudcuckooland e suonando live in un tour nel 1994. I Lightning Seeds raggiunsero un buon successo commerciale negli anni '90. Nel 2004, Broudie ha realizzato un album solista Tales Told. I Lightning Seeds si sono riformati nel 2006 ed hanno realizzato il loro sesto album Four Winds nel 2009.